# Тыпкысыр
Тыпкысыр — деревня в Баяндаевском районе Иркутской области России. Входит в состав Нагалыкского муниципального образования. На Февраль 2023 года в деревне числится 2 улицы: Тарасханова и Шотникова.
Расположен в 13 км (по шоссе) к западу от райцентра Баяндай,Тыпкысыр одна из самых большых горных массивов в Баяндаевском Районе, высота гор 150 - 200 метров  над уровнем моря. Ключевой источник в падающий в речку Каменка имеет минералы  обладающими полезыми лечебными свойствами, лесной массив Ельник расположенный около болота, богат ягодами красной смородиной и черной смородиной которая поспевает ближе к концу лета.

## Население
| 2002 | 2010 | 2011 | 2012 |
| ---- | ---- | ---- | ---- |
| 12   | ↘10  | →10  | ↘9   |

По данным Всероссийской переписи, в 2010 году в деревне проживало 10 человек (7 мужчин и 3 женщины).